# François-Alphonse Forel
François-Alphonse Forel (2 de febrero de 1841 - 7 de agosto de 1912) fue un científico suizo quien fue un pionero del estudio físico de los lagos, y considerado el fundador de la limnología.
Nacido en Morges, lago Ginebra, trabajó como profesor de Medicina en la Universidad de Lausana.
Y con un inmenso amor hacia los lagos; sus investigaciones sobre la biología, química, dinámica del agua, y sedimentación, y lo más importante de sus interacciones, estableciendo la fundación de una nueva disciplina. En su obra clave: Le Léman, publicada en tres volúmenes entre 1892 a 1904, nombrando a esa actividad limnología en analogía con la oceanografía ("limnografía" podría llevar a confusión con el limnógrafo, que mide niveles de agua en lagos).
Descubrió el fenómeno de densidad actual en los lagos, y explicó los seiches: las oscilaciones rítmicas observados en aguas ocluidas.

## Obra
- Note sur la découverte faite à Schussenried de l'homme contemporain du renne. Lausana 1867
- Beiträge zur Entwickelungsgeschichte der Najaden. Würzburg 1867
- Introduction à l'étude de la faune profonde du lac Leman. Lausana 1869
- Expériences sur la température du corps humain dans l'acte de l'ascension sur les montagnes. Lausana 1871-74, 3 series
- Rapport sur l'étude scientifique du lac Leman. Lausana 1872
- Études sur les seiches du lac Leman. Lausana 1873 u. 1875
- La faune profonde du lac Leman. Lausana 1873 u. 1874
- Matériaux pour servir à l'étude de la faune profonde du lac Léman. Lausana 1874-79
- Contributions à l'étude de la limnimétrie du lac Léman. Lausana 1877-81
- Les causes des seiches. Archives de physique, 1878
- Températures lacustres. Archives de physique, 1880
- Seiches et vibrations des lacs et de la mer. París 1880
- Les variations périodiques des glaciers des Alpes; Rapports annuels. Ginebra 1881 u. 1882, Berna 1883 ff.
- Les tremblements de terre, étudiés par la commission sismologique suisse. Archives de Genève, 1881 ff.
- Limnimétrie du Léman. Con Emile Plantamour, Lausana 1881
- Die pelagische Fauna der Süßwasserseen. Biologisches Zentralblatt, Erlangen 1882
- Faune profonde des lacs suisses. Ginebra 1885
- Le lac Léman. 2ª ed. Ginebra 1886
- Les microorganismes pélagiques des lacs de la région subalpine. Revue scientifique, 1887
- La thermique de la Méditerranée. Ginebra 1891
- Le Léman. Monographie limnologique. Lausana 1892 – 1902
- Handbuch der Seenkunde. Stuttgart 1901

## Honores

### Eponimia
- Institute F.-A. Forel de la Universidad de Ginebra
- Foreltinden, un monte de Spitsbergen, Svalbard[1][2]
- Estación Forel. Ramal ferroviario Talca-Constitución.